# Kolta
Kolta (in ungherese Kolta) è un comune della Slovacchia facente parte del distretto di Nové Zámky, nella regione di Nitra.